# Marko Črnčec

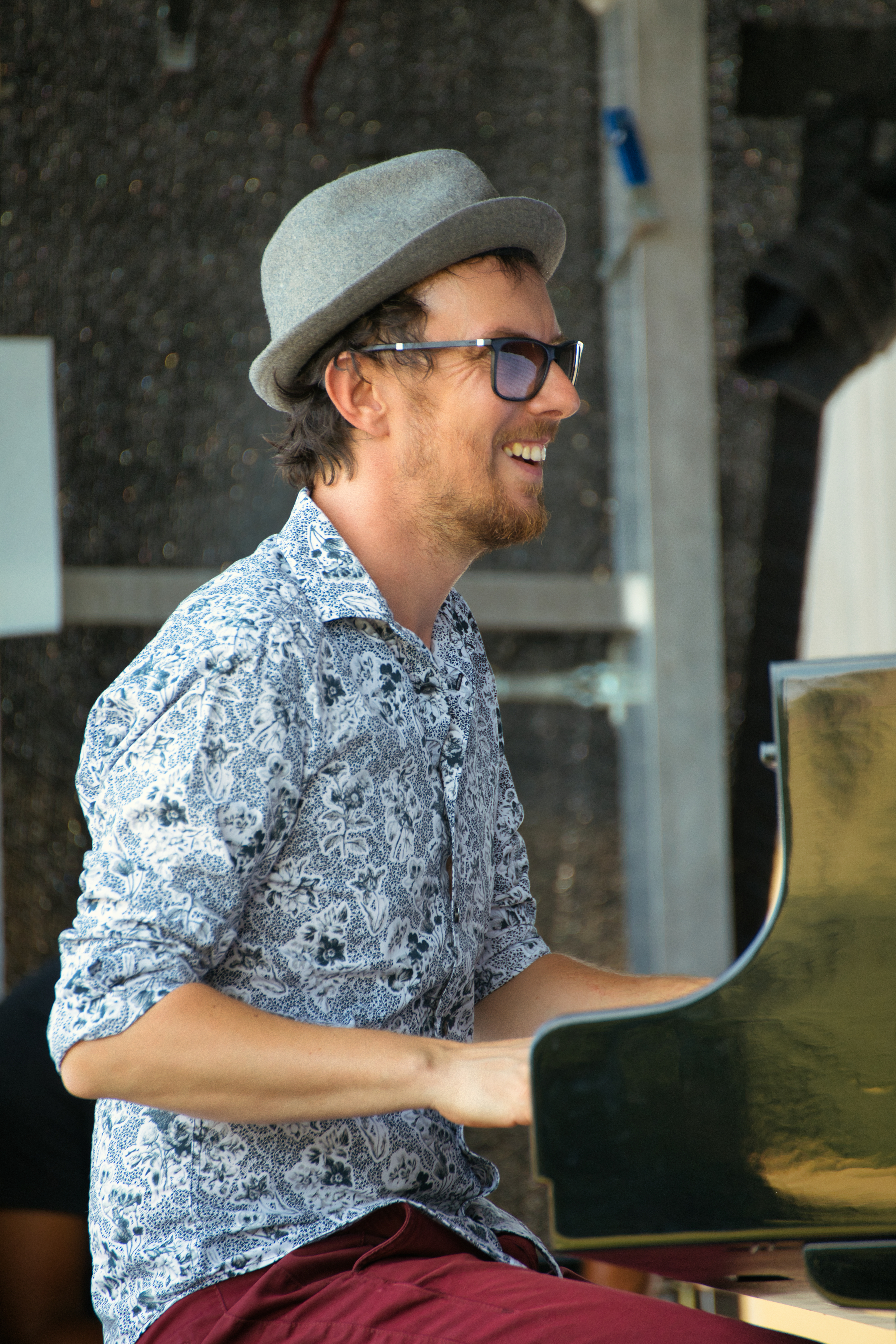
Marko Črnčec auf dem INNtöne Jazzfestival (2022)

Marko Črnčec, auch Marko Churnchetz (* 15. Mai 1986 in Maribor) ist ein slowenischer Jazzmusiker (Piano, Komposition) des Modern Jazz.

## Leben und Wirken
Črnčec hatte mit sechs Jahren eine klassische Musikausbildung am Akkordeon, ab zehn am Piano. 2009 schloss er seine Studien (klassisches Piano und Jazzpiano) an der Universität für Musik und darstellende Kunst Graz ab. Unter eigenem Namen legte er seitdem mehrere Alben vor, zunächst Signature und Moral Interchange (beide bei B.A.S.E., 2010) und Devotion (Whirlwind Recordings), an dem Mark Shim (Saxophon), Chris Tordini (Kontrabass) und Justin Brown (Schlagzeug) mitgewirkt hatten. Außerdem arbeitete er seitdem in seiner Heimatregion und international mit Musikern wie Jure Pukl, Seamus Blake, Bob Mintzer, Don Menza, Michael Philip Mossman, Ron McClure, Luis Bonilla, Gary Chaffee, Melissa Aldana, Marco Minnemann, Stjepko Gut, Marcus Gilmore, Joe Sanders, Armando Gola, Suresh Talwalkar, Jonathan Powell, Kenny Grohowski, Gwen Hughes, Stefan Milenkovich, Boško Petrović und Sharat Shrivastava. 2019 leitete  Churnchetz ein Trio mit Chris Tordini und Damion Reid. 2022 spielte er im Quartet des Gitarristen Jonathan Kreisberg.

## Diskographische Hinweise

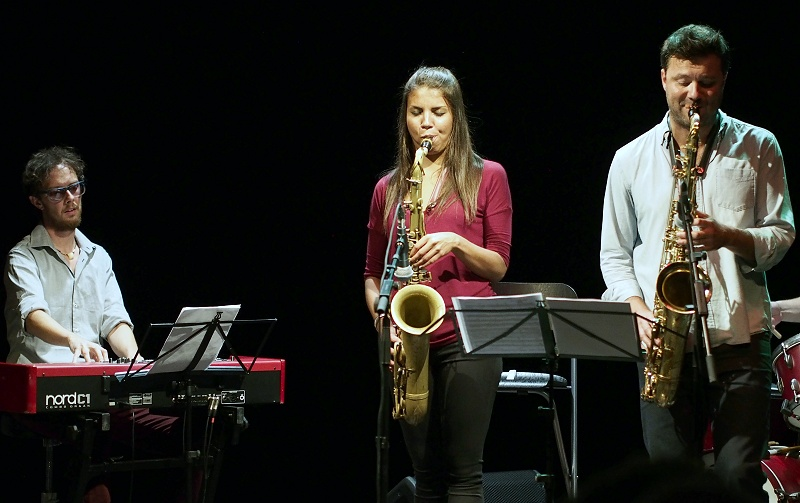
Marko Črnčec mit Melissa Aldana und Jure Pukl (2015)

- Mathias Ruppnig: The Spinning (Sessionwork Records, 2013), mit Jan Balaz, Robert Jukič, Jure Pukl
- Ruthenia (Fresh Sound New Talent, 2016), mit Mike Moreno, Chris Jennings, Rudy Royston, Kammerorchester
- Place to Live (Fresh Sound, 2018), mit Harish Raghavan, Justin Brown, Jonathan Hoard[2]